# Ação pastoral católica
Ação pastoral católica ou simplesmente pastoral é a ação da Igreja Católica no mundo ou o conjunto de atividades pelas quais a Igreja realiza a sua missão, que consiste primariamente em continuar a ação de Jesus Cristo.
A palavra "pastoral" deriva de pastor, que era um elemento constante no mundo bíblico. Na simbologia bíblica, Deus é comparado ao pastor, aquele que tem ao mesmo tempo autoridade e solicitude para com suas ovelhas. Jesus Cristo também é chamado de Bom Pastor no Evangelho segundo João. Embora a missão fundamental e essencial da Igreja seja no que diz respeito à salvação das almas – isto é, no âmbito espiritual – opera também, no que tange a aplicação prática de sua doutrina por meio do serviço em favor dos fiéis e não fiéis. A teologia que estuda esta ação chama-se teologia pastoral.

## Objetivos
Evangelizar, proclamando o Evangelho de Jesus Cristo, por meio do serviço, do diálogo, do anúncio e do testemunho de comunhão, à luz da evangélica opção pelos pobres, promovendo a dignidade da pessoa, renovando a comunidade, formando o povo de Deus e participando da construção de uma sociedade justa e solidária.

## Funções
A Igreja Católica realiza a sua ação através de três funções pastorais:
- Função profética: abrange as diversas formas do ministério da Palavra de Deus (evangelização, catequese e homilia), bem como a formação espiritual dos católicos;
- Função litúrgica: refere-se à celebração dos sacramentos, sobretudo da Eucaristia, e à oração;
- Função real: diz respeito à promoção e orientação das comunidades, à organização da caridade e à animação cristã das realidades terrestres. Neste último aspecto, a ação da Igreja engloba campos da sociedade como a saúde, a juventude, a solidariedade social, a educação e o meio ambiente.[1]

## Por país

### Brasil
No Brasil, a Igreja Católica busca atingir públicos distintos, atuando em diversos setores, através das Comissões Pastorais. São elas:
- Pastoral Afro-Brasileira
- Pastorais Sociais:
  - Pastoral Carcerária - tem como objetivo a evangelização das pessoas privadas de liberdade, bem como zelar pelos direitos humanos e pela dignidade humana no sistema prisional.[3]
  - Pastoral da Criança
  - Pastoral da Mulher Marginalizada
  - Pastoral da Saúde
  - Pastoral do Menor - é um serviço da Igreja católica voltada para o atendimento de diferentes situações como, saúde, terra, trabalho, moradia, crianças e adolescentes. A Pastoral do Menor iniciou em São Paulo, em 1977,  tendo como missão a “promoção e defesa da vida da criança e do adolescente empobrecido e em situação de risco, desrespeitados em seus direitos fundamentais”. Seu lema é "Quem acolhe o menor a mim me acolhe".[4]
  - Pastoral do Povo de Rua
  - Pastoral dos Migrantes
  - Pastoral dos Nômades
  - Pastoral dos Pescadores
  - Pastoral Operária
  - Pastoral Indigenista
  - Pastoral da Terra
- Pastoral do Batismo
- Pastoral da Comunicação
- Pastoral de DST/AIDS - tem como objetivo o serviço de prevenção ao HIV e a assistência aos soropositivos, acompanhando e defendendo seus direitos.[5]
- Pastoral da Catequese
- Pastoral da Cultura
- Pastoral do Dízimo
- Pastoral da Educação
- Pastoral da Juventude do Brasil
- Pastoral da Mobilidade Humana
- Pastoral da Sobriedade
- Pastoral da Pessoa Idosa - Em 1993, um encontro casual entre Zilda Arns e o geriatra João Batista Lima Filho, no aeroporto de Londrina, que durou várias horas, devido à espera necessária por causa do mau tempo, resultou na ideia de um trabalho conjunto em favor das pessoas idosas.
- Pastoral do Turismo
- Pastoral dos Brasileiros no Exterior
- Pastoral Familiar
- Pastoral Litúrgica
- Pastoral Universitária
- Pastoral Vocacional - é um trabalho desenvolvido dentro da Igreja Católica para buscar pessoas que tenham vocação para o sacerdócio e desejam seguir a carreira de padre ou freira.[6][7]